# 阿部香菜
阿部 香菜（あべ かな、1988年4月25日 - ）は、宮城県石巻市出身の日本の元柔道選手。身長は160cm。階級は63kg級。得意技は内股。組み手は左組み。段位は参段。血液型はA型。

## 人物
柔道は姉の影響で3歳の時にみなと柔道会で始めた。渡波中学3年の時に全国中学校柔道大会70kg級で5位になった。東北高校に進むと、階級も63kg級に変更した。3年の時にはインターハイで2位となった。アジアジュニアでは優勝した。なお、この大会で知り合ったことがきっかけで世田谷学園高校2年の海老沼匡と交際するようになり、後に結婚した。
高校卒業後の2007年には三井住友海上へ入社した。2010年のワールドカップ・ブダペストでは優勝を飾るものの、その後の体重別では初戦で敗れた。
2011年には2月のワールドカップ・オーバーヴァルトで2位だったものの、4月の体重別では準決勝で2010年の世界選手権2位の田中美衣、決勝では谷本育実をそれぞれ破り優勝を果たして世界選手権代表に選ばれた。3月の東日本大震災で石巻市にある阿部の実家の1階が津波による浸水被害を受けるなどして、当初は柔道の練習どころではなかったものの、家族の無事が確認できたことにより「家族のために優勝します」と気持ちを切り替えて今大会に挑み、見事に優勝を果たした。この件では海外のマスメディアにも言及されることとなった。6月のグランドスラム・リオでは準決勝でオランダのエリザベト・ウィルボーダスを豪快な縦回転の内股で破ると、決勝でもフランスのジブリズ・エマヌを体落の有効で破って優勝を果たしたものの、8月の世界選手権では初戦でキューバのマリセト・エスピノサと対戦すると、開始1分過ぎに左肘を脱臼して棄権負けを喫した。これにより、ロンドンオリンピックも遠のくことになった。
2012年には復帰すると、10月の世界団体では優勝メンバーの一員になった。11月の講道館杯では初優勝を飾った。12月のグランドスラム・東京決勝では、講道館杯で破っていた松商学園高校2年の津金恵に有効で敗れて2位にとどまった。
2013年5月の体重別では了徳寺学園の田中を指導2で破って今大会2年ぶり2度目の優勝を飾って世界選手権代表に選ばれた。ランキング上位選手で競われるワールドマスターズでは準々決勝で韓国の丁多雲を終了直前に縦四方固で逆転勝ちするなどして決勝まで進むと、イスラエルのヤーデン・ジェルビを開始早々の巴十字で破って優勝を飾った。8月の世界選手権では準々決勝で田中を技ありで破るも、準決勝でジェルビに変形の片羽絞で敗れた。その後の3位決定戦でもオランダのアニカ・ファンエムデンに開始早々に技ありを奪われると、その後攻め込んで有効を取り返すも、ポイントで追いつけず敗れて5位にとどまった。なお、準決勝でジェルビの施した絞め技は、IJF試合審判規定において指導の対象となる「柔道衣の上衣の裾または帯を使って、あるいは直接指で絞技を施すこと」に該当することが後に確認されたが、試合結果に変更が加えられることはなかった。一方、団体戦の決勝では地元のブラジル戦において肩固で一本勝ちするなどしてチームの優勝に貢献した。11月のグランドスラム・東京では準決勝で丁多雲と対戦し小内刈で技ありを取った後に内股で一本勝ちした。決勝ではコマツの田代未来を指導3で破って優勝を飾った。なお、準決勝では寝技の攻防の際に丁多雲が阿部の右手に噛み付くような動作を見せたとも報じられた。
2014年1月にはECCO柔道チームチャレンジ2014 ヨーロッパ対アジアにアジアチームの一員として出場すると、昨年の世界選手権で敗れたファンエムデンに肩固で一本勝ちした。2月のグランプリ・デュッセルドルフでは3位にとどまった。4月の体重別では初戦で敗れて、世界選手権代表の座を逃した。7月のグランドスラム・チュメニでは優勝を飾った。9月のアジア大会では3位に終わった。団体戦の決勝では地元の韓国戦で丁多雲に内股で一本勝ちするなどしてチームの優勝に貢献した。12月22日には世界選手権の66kg級を3連覇しているパーク24所属の海老沼匡と結婚したことを発表した。海老沼が用意したリムジンで東京タワーなどを回りながら、車内でプロポーズをされたという。海老沼は阿部について、「柔道を一番に考える自分をきちんと理解してくれて、一緒にいても気を使わないところが良い」と語っている。また、三井住友海上を退社するとともに全柔連に強化指定選手の辞退届けも提出して現役を引退することになった。

## 戦績
- 2003年 -  全国中学校柔道大会  5位(70kg級)

(これ以降は全て63kg級での成績)
- 2006年 -  インターハイ  2位
- 2006年 -  アジアジュニア  優勝
- 2007年 -  ベルギー国際  3位
- 2007年 -  フランスジュニア国際  優勝
- 2009年 -  環太平洋柔道選手権大会  優勝
- 2009年 -  ワールドカップ・スウォン  3位
- 2010年 -  ワールドカップ・ブダペスト  優勝
- 2010年 -  東アジア柔道選手権大会  2位
- 2010年 -  実業柔道選手権  優勝
- 2010年 -  講道館杯  3位
- 2011年 -  ワールドカップ・オーバーヴァルト  2位
- 2011年 -  体重別  優勝
- 2011年 -  グランドスラム・リオ  優勝
- 2012年 -  グランドスラム・パリ  5位
- 2012年 -  ワールドカップ・ブダペスト  2位
- 2012年 -  アジア選手権  団体戦  優勝
- 2012年 -  実業柔道選手権  3位
- 2012年 -  世界団体  優勝
- 2012年 -  講道館杯  優勝
- 2012年 -  グランドスラム・東京 2位
- 2013年 -  グランドスラム・パリ  3位
- 2013年 -  グランプリ・デュッセルドルフ  2位
- 2013年 -  アジア選手権  団体戦  優勝
- 2013年 -  体重別  優勝
- 2013年 - ワールドマスターズ 優勝
- 2013年 - 世界選手権  個人戦  5位  団体戦  優勝
- 2013年 -  グランドスラム・東京 優勝
- 2014年 -  グランプリ・デュッセルドルフ  3位
- 2014年 - グランドスラム・チュメニ 優勝
- 2014年 - アジア大会  個人戦  3位  団体戦  優勝

(出典、JudoInside.com)